# جوردن غودارد
جوردن غودارد (بالإنجليزية: Jordan Goddard) هو لاعب كرة قدم بريطاني، ولد في 9 سبتمبر 1993 في ولفرهامبتن في المملكة المتحدة. لعب مع نادي بريستول روفيرز ونادي غلوستر سيتي.

## وصلات خارجية
- جوردن غودارد على موقع قاعدة بيانات كرة القدم.إي يو (الإنجليزية)
- جوردن غودارد على موقع Soccerbase.com (لاعب) (الإنجليزية)
- جوردن غودارد على موقع Soccerway.com (الإنجليزية)